# Miltonia kayasimae
Miltonia kayasimae  Pabst (1976)  é uma espécie epífita da Serra do Mar paulista, com pseudobulbos ovóides, compridos e com 5 centímetros de altura, bifolhados, e portando também duas folhas laterais mais curtas que surgem da base dos pseudobulbos. Rizoma vigortoso e rasteiro. Folhas largas de até 20 centímetros de comprimento. Inflorescências de 30 centímetros de altura, um pouco ramificadas e com até quinze flores. Flor de 3 centímetros de diâmetro, com pétalas e sépalas rosadas e densamente maculadas de marrom-claro. Labelo espatular de cor rosa-claro e base de cor púrpura. Floresce na primavera.

## Sinonímia
- Anneliesia kayasimae Pabst Brieger & Lückel, (1997)